# Hôtel de Pomereu
Pour les articles homonymes, voir Pomereu.
L’hôtel de Pomereu est un hôtel particulier situé aux nos 63 à 67 de la rue de Lille et au no 10 de la rue de Poitiers, dans le 7e arrondissement de Paris. Il est la propriété de la caisse des dépôts et consignations et le siège du Club des investisseurs de long terme.

## Histoire
L'hôtel de Pomereu s'élève à l'emplacement de deux anciens hôtels particuliers, l'hôtel de Maillebois et l'hôtel Duret, bâtis sous le règne de Louis XV. L'hôtel de Maillebois fut détruit par un incendie pendant la Commune, en 1871. 
Le propriétaire du second, Armand de Pomereu d'Aligre, "marquis de Pomereu d'Aligre", racheta les vestiges du premier et fit reconstruire un seul édifice de 1872 à 1874 par l'architecte David de Pénanrun, élève de Victor Baltard, qui dessina une élégante construction de style Louis XV.
C'est une des nombreuses réalisations commanditées par Armand de Pomereu d'Aligre, qui possédait par ailleurs le château de Baronville (qu'il a fait entièrement reconstruire par Léon de Sanges), en Eure-et-Loir, le château de Daubeuf (auquel il a fait ajouter des bâtiments), en Seine-Maritime.
Longtemps habité par Robert de Pomereu, L'hôtel de Pomereu fut vendu en 1947 par la famille de Pomereu d'Aligre à la Caisse des dépôts et consignations, pour abriter la résidence de fonction de son directeur général. 
À partir de 1967, il fut affecté à un usage de bureaux et de salles de réceptions. Il a accueilli la création de la Fondation de France en 1969 et le séminaire préparatoire du 15e sommet des chefs d'État du G8, dit « sommet de l'Arche », en 1989.
L'escalier d'honneur est classé monument historique et certaines des pièces de l'hôtel sont inscrites au titre des monuments historiques depuis un arrêté du 14 décembre 1979 . 
L'hôtel est ouvert à la visite lors des Journées européennes du patrimoine.

## Description

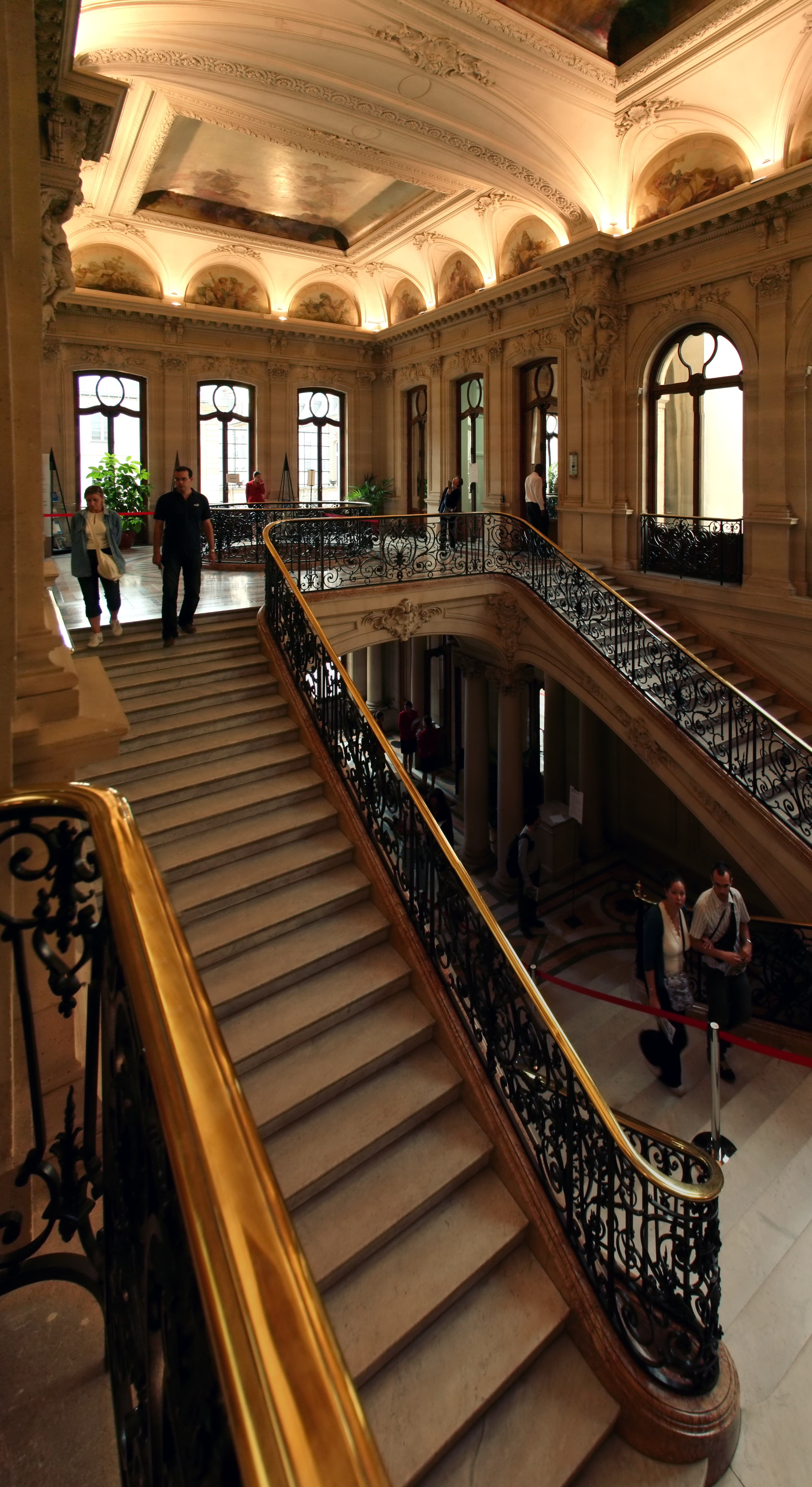
L'escalier d'honneur.